# 澤泰亞鄉
46°23′0″N 25°22′0″E / 46.38333°N 25.36667°E
澤泰亞鄉（羅馬尼亞語：Comuna Zetea, Harghita），是羅馬尼亞的鄉份，位於該國中部，由哈爾吉塔縣負責管轄，面積207平方公里，海拔高度766米，2007年人口5,853，人口密度每平方公里28人。